# Bjørne-banden
Bjørne-banden (engelsk: The Beagle Boys) er en bande kriminelle i Andeby, der som regel forsøger at plyndre Joakim von And. De optræder jævnligt i Anders And & Co.-bladene samt i tv-serien Rip, Rap og Rup på eventyr (DuckTales).

## Historie
Bjørne-banden er skabt af Carl Barks. Første gang de sås i Danmark var i 1952. Banden består af tre til ti personer, i de senere år som oftest tre eller fire.
Bjørnebanditterne ligner hinanden til forveksling og er modelleret over beagle-hunde (jf. deres navn på engelsk). De er iført samme tøj: Blå bukser, rød sweater og blå kasket. På blusen har de fangenumre, der består af tallene 1, 6 og 7 i forskellige kombinationer. De første tre cifre er altid 176, eksempelvis 176-671. Deres ansigter er forsynet med brillelignende masker med brede sorte ringe. De har skægstubbe for at understrege deres lurvethed.
De er som regel navnløse, men der optræder nogle gange en ældre bjørnebandit – sommetider kaldet "Brian Bjørn", andre gange kaldet "Dirk". Brian ses mest i Anders And-bladet, mens Dirk som oftest kan ses i Jumbobøger. Den ældre bjørnebandit bliver kaldt Brian Bjørn i historien "Her er dit liv, Joakim", og eftersom mange betragter "Her er dit liv, Joakim" som en kanoniseret historie, kaldes han oftest for Brian Bjørn.
Banden portrætteres forskelligt: Tit som en uduelig gruppe småforbrydere, men engang imellem også som underafdeling af en verdensomspændende organisation.
Tegneren Don Rosa giver i sin "Her er dit liv, Joakim" et bud på Bandens første møde med Joakim von And.
Banden blev i 1960'erne forsynet med tre nevøer med numrene 1, 2 og 3. De hed først Bamse-Banden, men gik over til at blive kaldt Bøllespirerne. De optræder i nogle serier, hvor deres onkler er hovedfigurer, men de optræder lige så ofte som skurke i historier om Grønspætterne, hvor de laver skarnsstreger for at forhindre spejdernes forehavende.
I tv-serien Rip, Rap og Rup på eventyr optræder syv navngivne bjørnebanditter. Derudover ser man også Bjørne-bandens mor, der godt kan lide at stjæle pelse og halskæder.